# Saints Row: The Third
Saints Row: The Third — комп'ютерна гра, екшен від третьої особи з рольовими елементами, розроблена компанією Volition, Inc. Дата виходу — 15 листопада 2011 в США і Європі. Гра була випущена на PC, PlayStation 3 і Xbox 360. У мережі Steam 3 листопада 2011 року з'явився безкоштовний генератор персонажів, який мав назву «Initiation Station», що дозволяв гравцеві створити своє альтер-его і викласти на загальний огляд офіційному товариству або використовувати його в грі.

## Основний сюжет
Пройшли роки з тих пір, як Святі з 3-й вулиці забрали собі Стілуотер. Це вже не звичайна вулична банда, а справжній бренд з кросівками, енергетичними напоями імені себе і фігуркою Джонні Гета з головою яка хитається, яку продає кожен магазин поблизу.
Головним ворогом банди Святих з 3-ї вулиці стане міжнародна кримінальна організація під назвою «Синдикат», яка підкорила владу колишнього мегаполіса Стілпорта. Святим нічого не залишалося, як визнати поразку і розташуватися в Стілпорті, в якому ще не так розвинена кримінальна «екосистема». Власне, гілками Синдикату в Стілпорте, з якими нам і треба буде боротися за владу протягом гри будуть 3 угруповання, так звані «Декер» під проводом божевільного хакера — Метта Міллера, «Лучадори», яких очолює Кіллбейн, а також угруповання під назвою «Моргенштерн» яка є елітою Синдикату і очолена Філіпом Лореном. Пірс дізнається, що у Синдикату є шикарний пентхаус в Даунтаун, де збираються проводити прийом гостей з усього світу. Святі відбивають пентхаус і він стає їх штаб-квартирою. Далі Головний Герой допомагає Пірсу в розвитку бізнесу Святих. Незабаром вони дізнаються про збройовий магазин «Порох», який належить Синдикату. Бос разом з Шаунді і Пірсом штурмують його, і зламавши комп'ютери дізнаються місцезнаходження Філіпа Лорена. Святі готуються штурмувати хмарочос Лорена. Там вони знаходять Олега Кирилова — з якого отримували ДНК для громил Синдикату. Вони звільняють його і амбал приводить їх до самого Лорена. Той намагається втекти на швидкісному ліфті, але Головний Герой наздоганяє його і в підсумку Лорена роздавило налаштованим амортизатором маси. Далі за вибором гравця вежа Синдикату може перейти в руки Святих, або ж буде підірвана. Новим ватажком Синдикату стає Едді «Кіллбейн» Прайор — лідер лучадорів. Після невдалого замаху на Святих в їх пентхаусі, Кіллбейн конфліктує з Кікі Девінтер і вбиває її. Далі Бос допомагає сутенеру Займосу у відновленні його бізнесу. В майно Святих переходить БДСМ клуб «Стоп слово» і пізніше викравши повій у Синдикату, Займос відкриває свій бордель. Тим часом сенатор Моніка Хьюз наймає спецзагін «КАБАН» під проводом Сайруса Темпла, щоб той викорінив злочинність в Стілпорті. Святі викрадають талісман «КАБАНА» -Джоша Бірка і Темпл вирішує всіма силами атакувати штаб-квартиру банди. За вибором гравця Святі можуть повернути Темплу Джоша Бірка, або-ж залишити його в банді. Потім Головний Герой допомагає колишньому агенту ФБР і професійному хакеру Киізі Кензінгтон в її боротьбі з Декерами. Вони викрадають для Кінзі суперкомп'ютер «КАБАНА» і пізніше відбивають у Декерів НЕМО-стілець і привласнюють Реактори Берн-Хіллс собі. За допомогою НЕМО-стільця Кінзі переносить свідомість Боса в віртуальну мережу Декерів, де він перемагає Метта Міллера. Але Головний Герой відпускає ватажка Декерів в обмін на злом необхідних для Святих фірм. Святі продовжують протистояти Синдикату і навіть випадково перетворюють людей на зомбі. Після 
того як Святі помогили меру Бёрту Рейнольдсу, Святі отримують підтримку уряду Стілпорта. Тим часом Анхель Де Ла Муерте-союзник Святих планує повернутися на ринг і перемогти Кіллбейна. Він повертає собі маску, втрачену в нечесному бою з Кіллбейном. Після цього Бос разом з Анхелем виходять на ринг. Кіллбейн використовуючи «брудні» прийоми відправляє Анхеля в нокаут, і Головному Герою доводиться продовжити бій за Анхеля. Він долає Кілбейна і за вибором гравця зганьбить його, знявши з нього маску або відпустить, ставши чемпіоном «Смертельної битви.» Після цього «КАБАН» вирішує остаточно розправитися з Синдикатом і Святими, влаштувавши на вулицях Стілпорта масові заворушення. Святі запобігають розбирання «КАБАНА» і лучадоров, після цього Бос дізнається від Анхеля, що Кіллбейн збирається полетіти з Стілпорта, і те, що Шаунді захоплена в заручники. Перед Головним Героєм стоїть вибір: врятувати Шаунді і разом з нею репутацію Святих, але упустити Кіллбейна, або вбити Кіллбейна, але тоді загине Шаунді, і терористичний акт звалять на Святих. Кінцівка гри залежить від вибору гравця.

## Ігровий процес
- Ігровий процес залишився незмінним у порівнянні з попередньою грою. Це як і раніше шутер від третьої особи у відкритому світі. Нововведенням стали видовищні прийоми рукопашного бою, крадіжка автомобіля на ходу і багато інших косметичних поліпшень, які підносять ігровий процес третьої частини на нові висоти.
- Можливість вибору. У грі присутній деяке відгалуження від сюжету, що впливають на одержуваний гравцем бонус, так само і на розвиток історії в Saints Row: The Third.
- Місії - описують сюжетну частину Saints Row: The Third. Вперше в серії Повага більше не потрібна для початку місій, і ви можете приступити до них використовуючи мобільний телефон.
- Зброя дозволить гравцеві вступити в бій з ворогом, використовуючи як наступальні, так і оборонні засоби. На відміну від попередньої гри, зброя тепер може бути покращеною.
- Транспорт дозволяє гравцеві з ефективністю подорожувати по Стілпорту. У грі присутній великий вибір транспортних засобів, включно автомобілі, човни, літаки, вертольоти, танки, VTOLs і навіть реактивні байки.

## Банди в Saints Row: The Third
- Моргенштерн — банда в Saints Row: The Third і Saints Row IV. Є частиною Синдикату. Бандити з Моргенштерну носять дорогі чорні костюми з червоними сорочками і рожевими краватками, на руках завжди надіті шкіряні рукавички з логотипами Синдикату. На лацканах піджаків зустрічаються значки із зірками — логотипами банди. Основні кольори банди — червоний і неоновий рожевий.Жінки ж виглядають як порно - актриси і стриптизерки — одягаються в шкіряні плащі чорно-червоного кольору, носять червоні латексні ботфорти на високих підборах, рукавички без пальців, сережки у вигляді зірок, корсети червоного і чорно-червоного кольорів і використовують вкрай яскравий макіяж.Банда складається зі східних європейців, американців, азіатів і афроамериканців.Примітно, що чоловіки в банді — строго європейці, а ось жінки — афроамериканки, європейки, латиноамериканки, азіатки і американки.Представники Моргенштерну розмовляють з сильно помітним європейським, іноді латиноамериканським, російським і французьким акцентами, чим пояснюється інтернаціональність банди.
- Декер (англ. Deckers) — банда, що складається з хакерів-кіберпанків, входить в велике злочинне угрупування "Синдикат". Декери являють собою єдине ціле збіговисько різних геймерів, шанувальників аніме, фанатів різних гаджетів і примочок, майстрів по злому, ді-джейв та просто неформалів. Вік членів банди серйозно коливається — зустрічаються бандити від 16 до 30 років, хоча більшу частину банди становить молодь, оскільки ясно, що стиль одягу, музика, автомобілі і любов до високих технологій найбільш розвинена серед юних поколінь.Представники Декерів нагадують гібрид панків, емо і готів — в одязі віддають перевагу чорним, темно-синім і сірим кольорам, але з одним нюансом: весь одяг забезпечується яскравим логотипом Синдикату і банди, безліч деталей на одязі також забезпечено яскравими в темряві смужками. Національність банди кіберпанків — строго британці. Метт Міллер, мабуть, не бажає бачити у себе представників будь-яких інших націй, тому всі Декери — виключно уродженці Туманного Альбіосу. Це легко можна зрозуміти по помітного британському акценту членів банди і спеціалісток.
- Лучадори (ісп. Luchadores — борці) — третя банда Синдикату поряд з Моргенштерном і Декерами. Лучадори або борці — являють собою найбільш сильну частину Синдикату. Їх сфера діяльності: наркотики, ігровий бізнес, торгівля зброєю. Лідер — лучадорів Кіллбейн. Їх символ — зелена зірка. Володіють районом Карвер Айленд. Лучадори воліють бойове солдатське обмундирування, камуфляж, численні розвантажувальні жилети, напульсники,  рестлерскі черевики, кобури для пістолетів, розвантажувальні пояса тощо. Основні кольори Лучадорів — яскраво-зелений, червоний і рожевий. Лучадори складаються з афроамериканців, європейців і інших національностей, але з одним нюансом: дівчат в бан*ді немає.
- КАБАН (Корпус АнтиБАНдитизму) — організація, створена спеціально для боротьби з бандами. Серед сил правопорядку є найсильнішою і найкраще озброєною. Головнокомандувач — Сайрус Темпл. Військові кабана діляться на два види: звичайні, командос. Звичайні бійці — найпоширеніший тип військових. Одягнені в білу броню з написом "КАБАН" на спині і в білім шоломі. Озброєні лазерними гвинтівками "Гадюка" і лазерними дробовиками "Молот". Коммандос — елітні солдати. Їх броня в кілька разів міцніше броні звичайних солдатів кабана. Колір їх броні — помаранчевий. Вперше їх можна побачити в місії «Мене звуть Сайрус Темпл». Озброєні аналогічно простим військовим кабана.

## Персонажі
- ГГ — протагоніст першої, другої, третьої і четвертої частині гри. Йому належить битися з Синдикатом і багатьма іншими небезпечними ворогами разом зі своїми старими друзями — Святими. Не має імені, оскільки зовнішність, стать, національність та інші характеристики є непостійними і можуть змінюватися гравцем. Найчастіше іменується союзниками як "Бос".
- Джонні Гет — як і раніше перший лейтенант Святих і найкращий друг головного героя. З'являється на початку гри і при невдалій спробі пограбування потрапляє до в'язниці. Був нібито убитий Філіпом і його людьми. Гета — зомбі і амбала можна викликати як "братка" за допомогою телефону до кінця гри.
- Пірс Вашингтон — афроамериканець і другий лейтенант Святих. Всерйоз зайнявся зйомками у відеороликах з рекламою Святих. Постійно веде себе як веселун і роздовбай, але в той же час великий аматор хандрити і нити без приводу. Після загибелі Джонні, Бос найбільше спілкується з Пірсом і часом говорить, що він єдиний, хто ще його розуміє. Проте Пірс незабаром більше показаний в суспільстві Олега за грою в шахи. Коли Шаунді захоплюють в полон саме він говорить Головному герою йти рятувати її, не дивлячись на те, що постійно з нею конфліктує. До кінця гри залишається живий.
- Шаунді — третій лейтенант Святих. Після трагічної загибелі Джонні Гета стала ще більш дратівливою до інших, і дуже скоро збожеволіла на бажанні помститися. В останньої місії гри є вибір — врятувати Шаунді або убити Кіллбейна. Після проходження гри вона залишається жива, але по сюжетній лінії вибір належить зробити гравцю.
- Олег Кирилов — амбал, якого використовували Синдикат як прототип інших амбалів. На відміну від своїх клонів, що мають лише його силу, сам наділений високим інтелектом, з приводу чого робить зауваження, коли його рятують

|  | У них є моя сила, але немає мого розуму. |

Дуже ввічливий навіть з ворогами. За силою в Святих немає рівних. Приєднується до Святих після того, як його звільняють на базі «Ранкової зірки». Якщо періодично викликати його для допомоги не під час сюжетних місій, Олег сам розповідає, що колись працював на радянську державу, хоча ненавидить це згадувати. Каже з помітним російським акцентом.
- Анхель Де Ла Муерте — мексиканець, колишній Лучадор і за сумісництвом напарник Кіллбейна у якого була відібрана нечесним виграшем його маска — найсвятіше для будь-якого Лучадора. Приєднується до Святих і допомагає в боротьбі з Кіллбейном. У свою чергу Головний герой допомагає Анхелю знайти його маску, а потім і повернутися на ринг, виграти битву проти Кіллбейна, відновивши цим самим кар'єру і честь рестлера.
- Кінзі Кенсінгтон — колишній агент ФБР, комп'ютерний геній, яка розслідувала інтереси Синдикату, але була підставлена Меттом Міллером і схоплена Декерами. Головний герой, Шаунді і Пірс звільняють її за порадою Олега, після чого вона приєднується до Святих. Каже, що ненавидить людей, але при цьому вельми балакуча. Колись мала романтичні стосунки з Бертом Рейнольдсом.
- Зімос — відомий на весь Стілпорт сутенер і власник особистого борделя. Через трахеотомію розмовляє за допомогою співу через оригінальний мікрофон, який під'єднаний з позолоченою тростиною. Також за порадою Олега і Кінзі, Головний герой і Пірс витягують його з БДСМ-клубу Ранкової зірки, де банда тримала його в полоні в ролі мазохіста, тягати на собі віз рикші. Зімос — псевдонім, так як в одному з підробітків головний герой запитує у того, яке його реальне ім'я, на що Зімос відповідає "А твоє яке?", і головний герой відходить від питання, тим самим завершуючи розмову на цю тему.
- Джошуа Бірк — актор, виконавець ролі вампіра по імені Нічний Клинок в однойменному серіалі, знятому за ініціативою Джонні Гета. Стає талісманом КАБАН-а після їх прибуття в місто. Постійно намагається спокусити Шаунді. Також саме він винен у провалі пограбування банку на початку гри, за що Шаунді постійно хоче його вбити. Головний Герой може вибрати, залишити його в банді, після чого головний герой отримає його як братка, одягненим в костюм Нічного Клинка, або віддати КАБАН-у.
- Віола Девінтер — Колишня "права рука" Філіпа Лорена. Після його смерті потрапила під командування Кіллбейна, якого зненавиділа, коли той убив її сестру. Сповнена бажанням помститися вбивці своєї сестри, Віола перекинулася до Святих. Може загинути разом з Шаунді в фіналі гри.
- Кікі Девінтер — помічниця Філіпа Лорена, сестра-близнюк Віоли Девінтер. Також після смерті Філіпа виконувала вказівки Кіллбейна. Їм же і була вбита за зухвалість і спробу відходу з Синдикату зі своєю сестрою.
- Філіп Лорен — Глава Морнінгстара і Синдикату в цілому. Своїм етикетом і манерою спілкування він схожий на француза, однак він стверджує, що він бельгієць. Запропонував "Святим" угоду, в якій він хотів отримувати 66% від їх бізнесу, причому до вирахування державних податків. Отримавши відмову, розв'язав війну на вулицях Стілпорта. Був роздавлений величезною кулею в своєму хмарочосі.
- Едді «Кіллбейн» Прайор — Глава "Лучадорів", величезний, перекачана шафа. Колись був засланий в Мехіко за вбивство людини. Незадовго до подій Saints Row: The Third Кіллбейн повертається в Стілпорт і без особливих зусиль повертає втрачений вплив. Ненавидить, коли його називають "Едді", запальний, агресивний і не особливо розумний. Після смерті Філіпа Лорена — глави "Морнінгстара", вирішив раз і назавжди розправитися зі "Святими". Убив Кікі Девінтер — не тільки за те що та назвала його "Едді", але і за те, що сестри обставили свій відхід з Синдикату, мотивуючи це тим, що "Філіп не звалював свої проблеми на їх плечі". Від цього Кіллбейн прийшов в лють і вбив її, звернувши шию. У місії допомоги Анхеля де ла Муерте Кіллбейна можна позбавити його маски, тим самим зганьбивши його (втрата маски для Лучадора це великий сором).
- Метт Міллер — юний геній, головний серед "Декер". Вважав себе кібер-богом за що і поплатився. Творець віртуальної мережі Декерів. Був переможений в бою Головним героєм у своїй же віртуальної мережі, але був відпущений, після чого (як то кажуть в радіо) кинув кар'єру Декера і полетів з Стілпорта (по всій видимості додому до Великої Британії, так як в Saints Row IV стає спецагентом MI6 і союзником святих). Ярий фанат Нічного Клинка. З'являється в Saints Row IV, як союзник.
- Сайрус Темпл — Головнокомандувач військового підрозділу КАБАН. Йому було доручено звільнити Стілпорт від Святих і інших банд міста. Головний герой в бою на борту "Дедала" збиває його VTOL (в альтернативній кінцівці). У Saints Row IV був убитий головним героєм.
- Кія — Права рука Сайруса. Убита Головним героєм. У фіналі намагається влаштувати підрив статуї в пам'ять Джо Мегараку і звалити цей терористичний акт на Святих.
- Моніка Хьюз — сенатор невідомого штату. Ставилася до банд міста негативно, так як вони нічого доброго не приносили. У істинної кінцівці оголосила "Святих" героями, і віддала місто під їх захист, тим самим розсердивши Сайруса. В альтернативній дала дозвіл підрозділу КАБАН. знищити Святих за допомогою літаючого авіаносця "Дедал", що природно не вдалося, після чого була вигнана Святими зі штату, а самі ж Святі оголосили штат незалежним від уряду та призначили Пірса Вашингтона мером Стілпорта.
- Берт Рейнольдс — Мер Стілпорта. Виявився не таким простаком, судячи з усього був хабарником, так як ставився до банд зовсім нормально. В одній з місії попросив Святих знищити контейнери з токсичними відходами, через які люди перетворювалися на зомбі. Головному Герою дається вибір: знищити контейнери з токсичними відходами та отримати мера Рейнольдса і загін Спецназа, як союзників, або зберегти контейнери і отримати орду зомбі як братків. У фінальній місії Кія схоплює Берта, так само як і Шаунді з Віолою Девінтер і відвозить його на статую Джо Мегарака. В альтернативній кінцівці гине, тим самим звільняючи пост мера Стілпорта Пірсу Вашингтону.